# Irska (otok)
Irska (irski: Éire) je treći po površini otok u Europi. Smješten je na zapadnoj strani Irskog mora, zapadno od Velike Britanije. Irska je jedan od Britanskih otoka. Republika Irska je smještena na južnih pet šestina otoka, dok se na sjevernoj preostaloj šestini nalazi autonomna regija Ujedinjenog Kraljevstva - Sjeverna Irska.
Otok ima površinu od 84.412 km². Najviši vrh je Corrán Tuathail, visok 1.041 m. Najduža rijeka je Shannon, dugačka 386 km. Otok ima gustu vegetaciju zbog blage klime i česte, ali i lake, kiše.